# Musikjahr 1830
Liste der Musikjahre

◄◄ | ◄ | 1826 | 1827 | 1828 | 1829 | Musikjahr 1830 | 1831 | 1832 | 1833 | 1834 | ► | ►►

Weitere Ereignisse
Dieser Artikel behandelt das Musikjahr 1830.

## Ereignisse
- 15. Juli: Das Real Conservatorio Superior de Música de Madrid wird als erste Musikhochschule in Spanien gegründet.
- 05. September: In Wien wird das Vergnügungsetablissement Tivoli mit Rutschbahn eröffnet. Das Orchester von Johann Strauss (Vater) erhält vom Lokal ein festes Engagement.

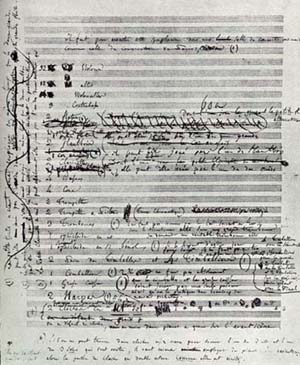
Berlioz: Symphonie fantastique, Erste Seite des Original-Manuskripts

- 05. Dezember: Die Épisode de la vie d’un artiste, symphonie fantastique en cinq parties von Hector Berlioz wird unter der Leitung von François-Antoine Habeneck im Conservatoire de Paris uraufgeführt. Mit diesem Werk begründet Berlioz die Programmmusik und schafft eines der bedeutendsten Stücke der Romantischen Musik überhaupt.
- Gründung der Prager Orgelschule.
- Der englische Orgelbauer John Abbey macht sich in Frankreich selbständig.[1]

### Instrumental und Vokalmusik (Auswahl)
- Norbert Burgmüller: Uraufführung des Klavierkonzerts op. 1 in fis-Moll am 14. Januar 1830 in Kassel mit Burgmüller am Klavier.
- Frédéric Chopin gibt am 17. März sein erstes eigenes Konzert im Nationaltheater von Warschau, bei dem das von ihm komponierte Konzert für Klavier und Orchester F-Moll op. 21 uraufgeführt wird. Im Jahr 1830 entstehen noch folgende Werke des Komponisten:  1. Klavierkonzert op. 11 in e-Moll; Polonaise brillante C-Dur für Violoncello und Klavier op. 3; Lento con gran espressione cis-Moll (auch „Nocturne“ genannt); Valse E-Dur; Valse Es-Dur; Valse As-Dur; Valse e-Moll
- Carl Czerny: Klavierkonzert Nr. 1 a-moll op. 214
- Friedrich von Flotow: Klavierkonzert Nr. 1 c-Moll
- Franz Lachner: Trio für Klavier, Klarinette und Horn B-Dur
- Felix Mendelssohn Bartholdy: 5. Sinfonie D-Dur/d-Moll op. 107 (fertiggestellt 1830, uraufgeführt 1832)
- Ignaz Moscheles: Klavierkonzert Nr. 5, C-Dur, op. 87
- Johann Strauss (Vater): Benifice-Walzer op. 33; Gute Meinung für die Tanzlust op. 34; Tivoli-Rutsch Walzer op. 39

### Musiktheater
- 20. Januar: Die Uraufführung der Operette Baron Luft von Conradin Kreutzer erfolgt am Theater am Kärntnertor in Wien.

Fra Diavolo, Titelblatt des Librettos 1830

- 28. Januar: Die Uraufführung der Oper Fra Diavolo oder Das Gasthaus von Terracina von Daniel-François-Esprit Auber auf das Libretto von Eugène Scribe findet am Théâtre Feydeau in Paris statt.
- 06. Februar: Uraufführung der Oper I pazzi per progetto von Gaetano Donizetti Teatro San Carlo, Neapel
- 09. Februar: Uraufführung der Oper L’eroina del Messico ovvero Fernando Cortez von Luigi Ricci in Rom (Teatro Tordinona)
- 10. Februar: Uraufführung der Oper Don Chisciotte alle nozze di Gamaccio von Saverio Mercadante im Teatro Principal, Cádiz.
- 06. März: Uraufführung der Oper Il diluvio universale von Gaetano Donizetti Teatro San Carlo, Neapel

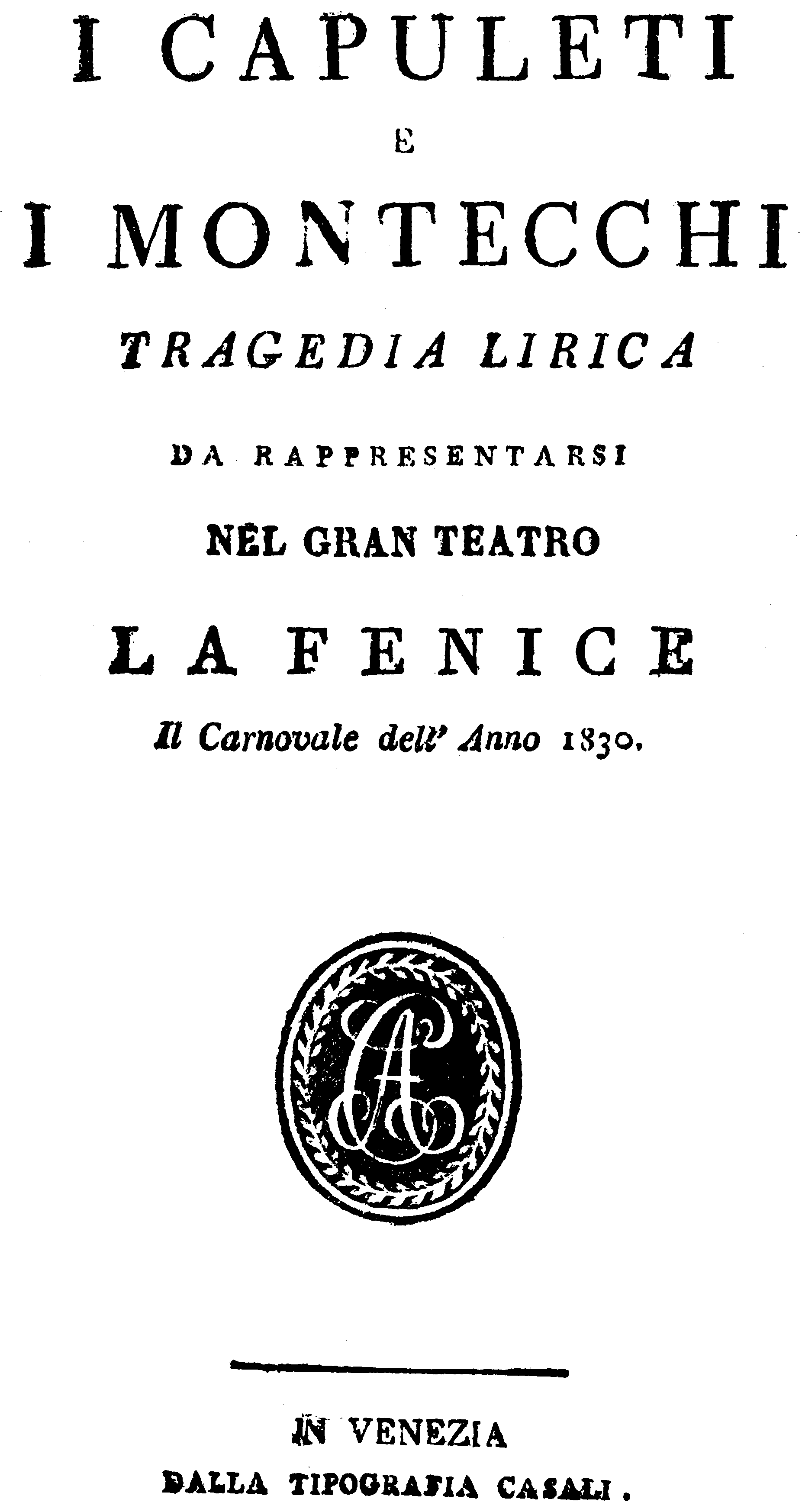
I Capuleti e i Montecchi, Titelblatt des Librettos

- 11. März: Die Oper I Capuleti e i Montecchi (Die Capulets und die Montague) von Vincenzo Bellini wird am Teatro La Fenice in Venedig uraufgeführt. Das Libretto wurde von Felice Romani auf Grundlage diverser italienischer Quellen verfasst, darunter Matteo Bandellos Novelle La sfortunata morte di due infelicissimi amanti (Der tragische Tod zweier unglücklicher Liebender), die auch William Shakespeare für sein Drama Romeo und Julia, das zu dieser Zeit in Italien nahezu unbekannt ist, als Vorlage gedient hat. Bellini hat für sein Werk Stücke aus seiner im Vorjahr durchgefallenen Oper Zaira verwendet.
- 23. April: Uraufführung der Oper Danilowa von Adolphe Adam an der Opéra-Comique in Paris
- 11. Mai: Uraufführung der Oper L'auberge d’Aury von Michele Carafa in Zusammenarbeit mit Ferdinand Hérold an der Opéra-Comique, Paris
- 27. Mai: Uraufführung der komischen Oper Attendre et courir von Fromental Halévy an der Opéra-Comique in Paris
- 26. Juli: Uraufführung der Oper Les Trois Cathérine von Adolphe Adam am Théâtre des Nouveautés in Paris. Bei derselben Veranstaltung wird auch das Ballett La chatte blanche, das der Komponist Adam zusammen mit Casimir Gide geschrieben hat uraufgeführt.
- 21. August: Uraufführung der Oper Trois Jours en une heure von Adolphe Adam an der Opéra-Comique in Paris
- 05. September: Uraufführung der Oper Imelda de’ Lambertazzi von Gaetano Donizetti Teatro San Carlo, Neapel

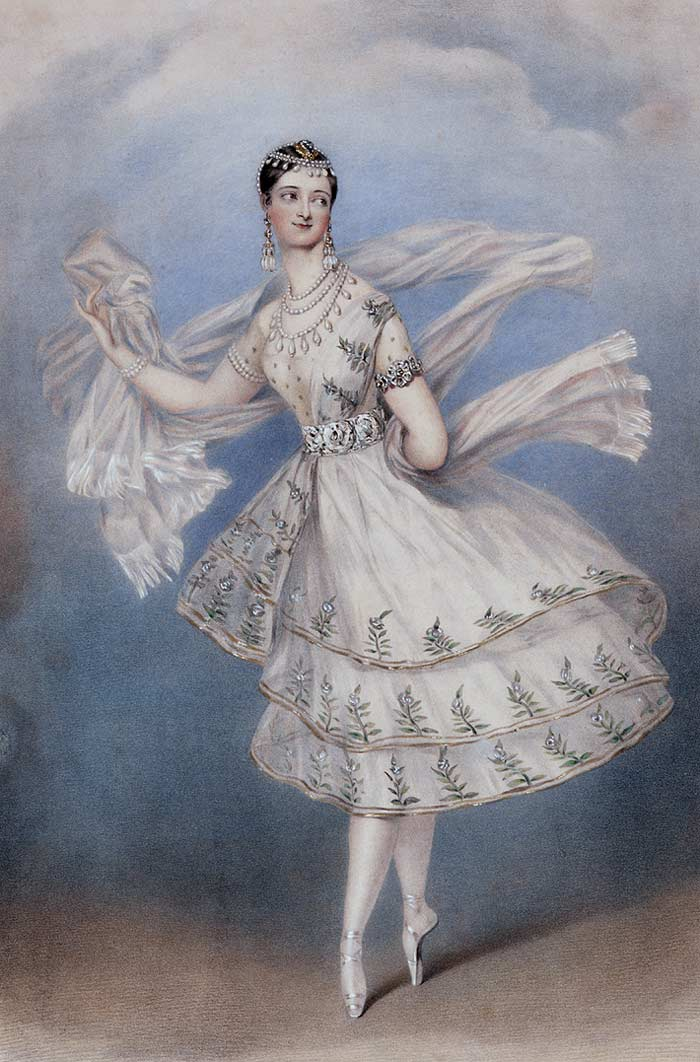
Marie Taglioni als Zoloé in der Ballettoper Der Gott und die Bajadere von Daniel-François-Esprit Auber (Lithografie von Alfred Edward Chalon, 1830)

- 13. Oktober: Die Uraufführung der Oper Der Gott und die Bajadere von Daniel-François-Esprit Auber findet an der Opéra-Comique in Paris statt.
- 02. Dezember: Uraufführung der Oper Josephine ou Le Retour de Wagram von Adolphe Adam an der Opéra-Comique in Paris
- 11. Dezember: Uraufführung der komischen Oper La Langue musicale von Fromental Halévy an der Opéra-Comique in Paris

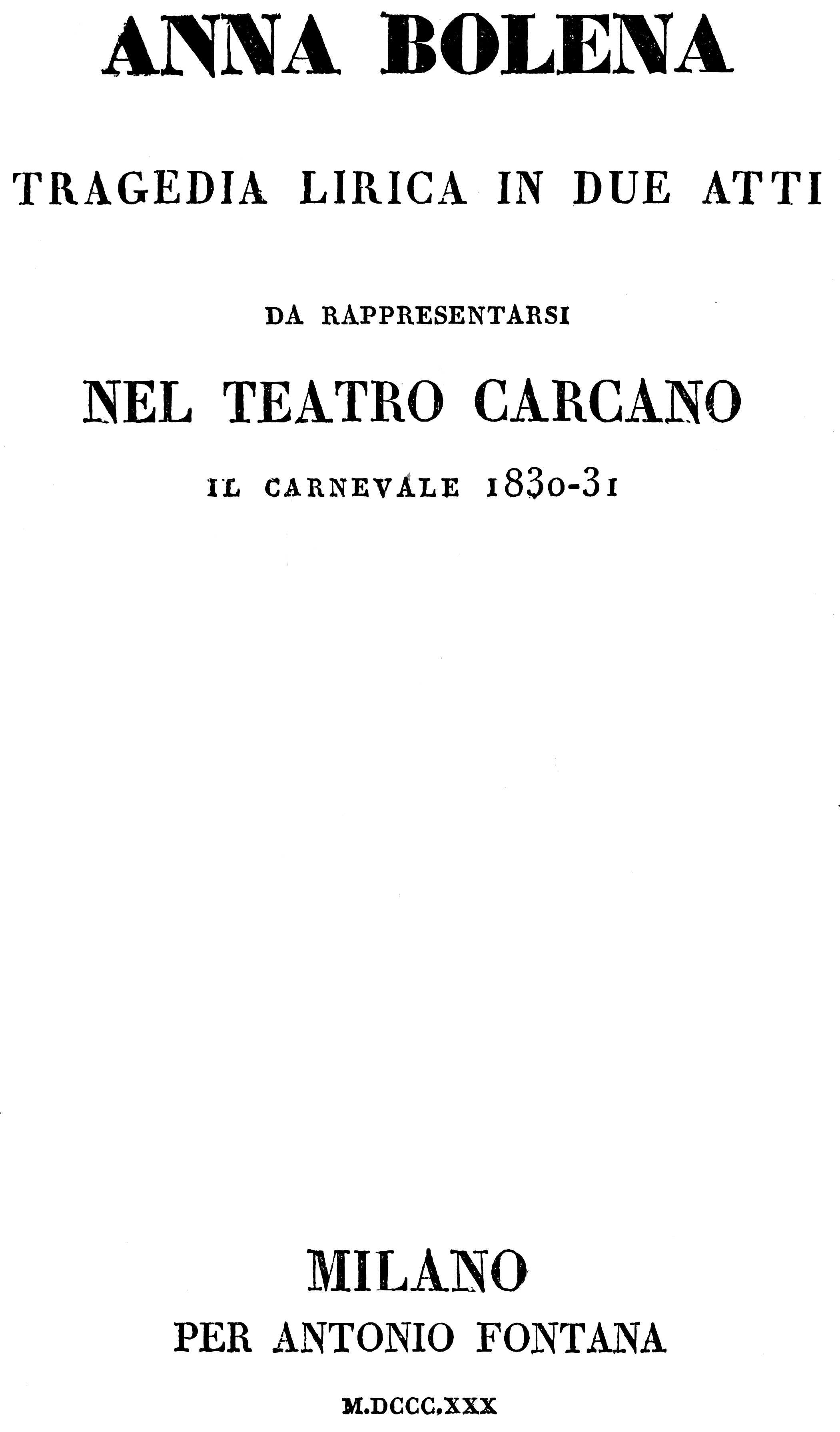
Gaetano Donizetti – Anna Bolena – Titelseite des Librettos, Mailand 1830

- 26. Dezember: Die Oper Anna Bolena von Gaetano Donizetti auf das Libretto von Felice Romani hat ihre Uraufführung am Teatro Carcano in Mailand. Mit diesem Werk schafft Donizetti seinen Durchbruch in Mailand.
- 26. Dezember: Uraufführung der Oper Annibale in Torino von Luigi Ricci in Turin (Teatro Regio)

### Weitere Werke
- Heinrich Dorn: Amors Macht (Ballett)
- Ferdinand Hérold: La Noce de village (Ballett)
- Louis Spohr: Der Alchymist (Romantische Oper in drei Aufzügen)

## Geboren

### Geburtsdatum gesichert

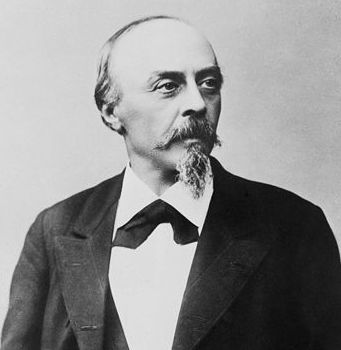
Hans von Bülow; * 8. Januar

- 08. Januar: Hans von Bülow, deutscher Komponist, Pianist, Dirigent und Kapellmeister († 1894)
- 20. Januar: Georg Alsbach, deutsch-niederländischer Musikverleger († 1906)
- 25. Januar: Theodor Leberecht Steingräber, deutscher Musikverleger († 1904)
- 27. Januar: Franz Michael Rudhart, deutscher Musikschriftsteller und Verwaltungsbeamter († 1879)
- 07. Februar: Johann Valentin Müller, deutscher Cellist, Musikpädagoge und Komponist († 1905)
- 16. Februar: Émile Durand, französischer Komponist und Musikpädagoge († 1903)
- 15. März: Victor Chéri, französischer Komponist und Dirigent († 1882)
- 26. März: John Rogers Thomas, US-amerikanischer Komponist († 1896)
- 29. März: Ernst von Tschiderer, österreichischer Komponist († 1916)
- 30. März: Auguste Tolbecque, französischer Cellist, Dirigent, Komponist, Instrumentenbauer und Musikpädagoge († 1919)
- 11. April: Paolo Serrao, italienischer Komponist und Musikpädagoge († 1907)
- 20. April: Gheorghe Ucenescu, rumänischer Sänger, Komponist, Herausgeber und Lehrer († 1896)
- 04. Mai: James Henry Mapleson, englischer Opernimpresario († 1901)
- 12. Mai: Jean Conte, französischer Komponist († 1888)
- 18. Mai: Karl Goldmark, Komponist, Musiklehrer und Violinist († 1915)
- 28. Mai: Carl Filtsch, rumäniendeutscher Pianist und Komponist († 1845)
- 02. Juni: Olivier Métra, französischer Komponist und Dirigent († 1889)
- 25. Juni: Jules Erlanger, französischer Komponist († 1895)
- 22. Juli: Herbert Oakeley, britischer Organist und Komponist († 1903)
- 31. Juli: František Zdeněk Skuherský, tschechischer Komponist und Musikpädagoge († 1892)
- 24. August: Adèle Hugo, französische Komponistin und Autorin († 1915)
- 31. August: Edmund Kretschmer, deutscher Organist und Komponist († 1908)

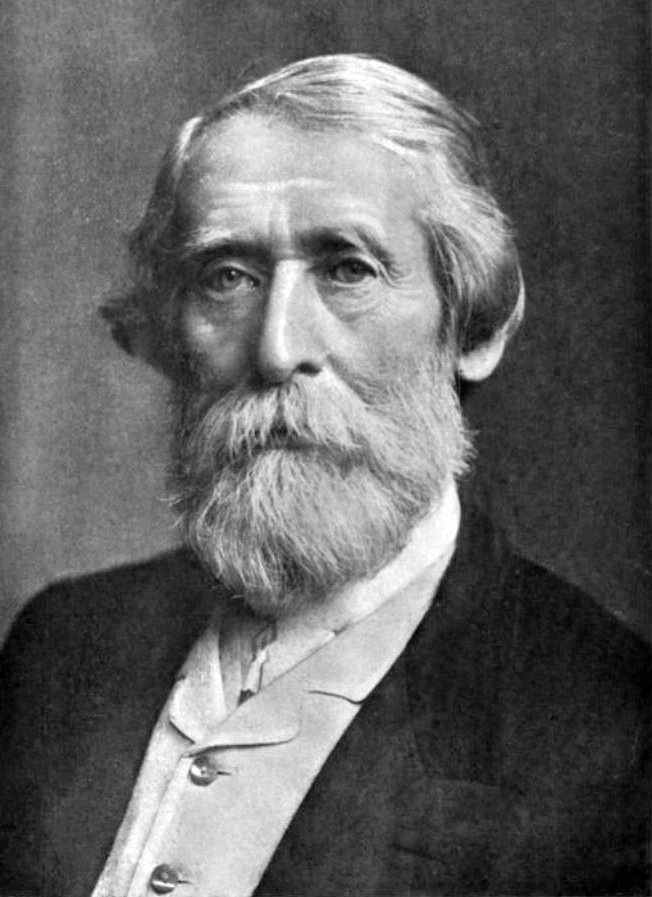
Karl Klindworth; * 25. September

- 25. September: Karl Klindworth, deutscher Komponist, Dirigent und Klaviervirtuose († 1916)
- 11. Oktober: Franz Anton Mahr, böhmischer Komponist und Militärkapellmeister († 1891)
- 26. Oktober: Polibio Fumagalli, italienischer Organist, Komponist und Musikpädagoge († 1900)
- 31. Oktober: Carl Eduard Schubert, deutscher Orgelbauer († 1900)
- 02. November: Jules Cohen, französischer Komponist und Organist († 1901)
- 04. November: Romain Bussine, französischer Sänger, Gesangspädagoge und Lyriker († 1899)

### Genaues Geburtsdatum unbekannt
- David Acheson, US-amerikanischer Musiker († 1896)
- Johannes Diemer, deutscher Hotelier, Chorleiter und Schauspieler († 1896)
- Anna Masius, deutsche Sängerin († 1909)

### Geboren vor 1830
- Johann Nepomuk Kloebinger, deutscher Orgelbauer († nach 1879)
- Theodor Gustav Neubert-Abendroth, österreichischer Sänger, Kapellmeister, Kantor, Organist, Musikpädagoge und Komponist († nach 1854)

## Gestorben

### Todesdatum gesichert
- 19. Januar: Wenzel Matiegka, tschechischer Komponist (* 1773)
- 07. Februar: Marcos António Portugal, portugiesischer Komponist von Opern und Kirchenmusik (* 1762)
- 11. März: Johann Georg Gern, deutscher Opernsänger, Königlich Preußischer Kammersänger und Schauspieler (* 1757)
- 07. April: Emmerich Joseph Otto von Hettersdorf, deutscher Domherr, Kammerherr und Komponist (* 1766)
- 18. April: José Maurício Nunes Garcia, brasilianischer Komponist (* 1767)

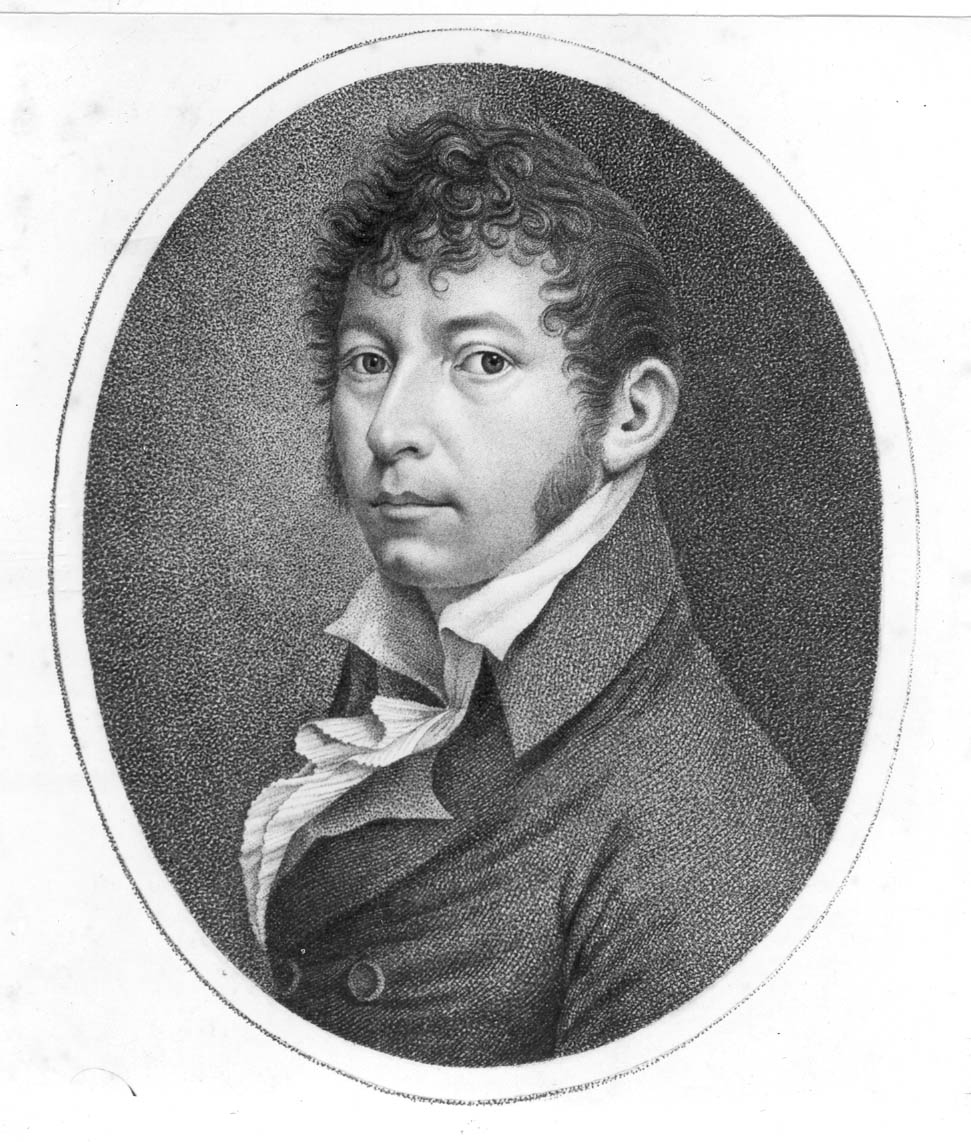
Heinrich Backofen; † 10. Juli

- 10. Juli: Heinrich Backofen, deutscher Komponist und Klarinettist (* 1768)
- 19. August: Friedrich Wilhelm Agthe, deutscher Komponist und Kreuzkantor (* 1796)
- 05. Oktober: Luigia Polzelli, italienische Sängerin (Mezzosopran) (* um 1760)
- 29. November: Charles-Simon Catel, französischer Komponist und Professor (* 1773)
- 00. Dezember: Edmund von Weber, deutscher Komponist, Schauspieler, Sänger und Theaterdirektor (* 1766)

### Genaues Todesdatum unbekannt
- Dudley Adams, englischer Instrumentenhersteller (* 1762)
- François Henri Stanilas de l’Aulnaye, französischer Freimaurer, Schriftsteller und Autor historischer und musikwissenschaftlicher Werke (* 1739)

### Gestorben nach 1830
- Johann Georg Abeltshauser, deutscher Hornist und Komponist (* vor 1800)